# Gérard de Sède
Géraud Marie de Sède, barón de Liéoux (5 de junio de 1921 - 29 de mayo de 2004), más conocido como Gérard de Sède, fue un escritor francés y miembro de varias organizaciones surrealistas. Creó más de 40 obras sobre la historia alternativa, y es conocido por su trabajo en Rennes-le-Château, la escritura del libro de 1967 "L'Or de Rennes, ou La Vie insolite de Bérenger Saunière, párroco de Rennes-le-Château" (El oro de Rennes, o la extraña vida de Bérenger Saunière, sacerdote de Rennes-le-Château), que luego fue publicado en edición de bolsillo bajo el título de "Le Tresor Maudit de Rennes-le-Château" (El tesoro maldito de Rennes-le-Château ), y luego otra vez en 1977 bajo el título de "Signe: Rose + Croix" (" Signo: Rosa + Cruz ").

## Primeros años
Nació en París en 1921. Su obra inicial fue como surrealista. En 1941, fue miembro del grupo surrealista conocido como "La Main à Plume,", nombrado así a causa de una frase de Rimbaud: "La main à la pluma vaut la main à charrue" ("La mano que escribe es igual a la mano que ara "). Lo interesante de esta cita, por supuesto, es que Rimbaud, un hablante de francés nativo, tiene el género de la palabra "mano" equivocada.
El grupo publicó una serie de folletos. Su tercer número, en 1943, incluyó "L'Incendie habitable"(El fuego Habitable) de Geràrd de Sède
Gérard de Sede estuvo activo en la guerra, durante la ocupación alemana de París, y colaboró con las fuerzas francesas de l'Intérieur (FFI), por el que recibió dos menciones.
Después de la guerra, trabajó en una variedad de ocupaciones, incluyendo la venta de periódicos, la excavación de túneles, y como periodista durante los años 1950 y 1960.

## El Oro de Rennes (L'Or de Rennes)
En 1956, Geràrd de Sède se convirtió en granjero, y fue durante este período de su vida cuando conoció a Roger Lhomoy que era su granjero de cerdos - Lhomoy había trabajado como guía turístico en el castillo de Gisors, en Normandía, y afirmaba haber descubierto una entrada secreta a un sótano de treinta metros de largo, nueve metros de ancho, y de unos cuatro metros y medio de alto aproximadamente bajo la torre principal. En el sótano Lhomoy afirmó haber visto a diecinueve sarcófagos de piedra, de dos metros de largo y sesenta centímetros de ancho cada uno, pero Lhomoy fue despedido como un mentiroso: no obstante, esto inspiró a Gérard de Sede para escribir un artículo sobre Gisors, que a su vez fue responsable de que Gérard de Sede se familiarizara con Pierre Plantard y pronto se desarrolló una colaboración entre ellos que inspiró en 1962 a Gérard de Sede el libro "Les Templiers sont parmi nous, ou, L'Enigme de Gisors" ("Los Templarios están entre nosotros, o El enigma de Gisors"), que también allanó el camino para la introducción del mítico  Priorato de Sion. La futura publicación en 1967 de "El Oro de Rennes" representó el pináculo del éxito y el crescendo entre los dos hombres, pero luego se separaron el mismo año, cuando Gérard de Sede se negó a compartir sus derechos sobre el libro "El Oro de Rennes".

## Le Trésor de Rennes Maudit-le-Chateau, 1967
El Oro de Rennes era originalmente un manuscrito escrito por Pierre Plantard que no había podido encontrar a un editor, y fue ampliamente reescrito por Gérard de Sede. El Oro de Rennes fue escrito en un estilo histórico, pero también fue una promoción indirecta del mítico  Priorato de Sion , destacando algunas de las acusaciones contenidas en varios de los documentos del Priorato de Sion que habían sido depositados en la Biblioteca Nacional de Francia unos años antes. El libro también reproduce varios diagramas de las falsas 'reliquias', con fotografías retocadas, para embellecer la historia de un tesoro oculto y el misterio de un sacerdote. Pero el libro fue más famoso por su reproducción de dos pergaminos que supuestamente había sido descubiertos por el sacerdote: pero por diversas razones los pergaminos han sido reconocidos como falsificaciones de Philippe de Cherisey, un amigo y colaborador de Pierre Plantard.
Uno de los que leyó el libro fue el guionista británico Henry Lincoln, que creó una serie de documentales para la BBC Two sobre el tema de Rennes-le-Château, así como también utilizó algunos de sus materiales en el superventas de 1982 "Holy Blood, Holy Grail"(Sangre Santa, Santo Grial) que a su vez fue utilizado como material de partida para el superventas del 2003, la novela de Dan Brown El Código Da Vinci.
En sus últimos años, Gérard de Sede miró críticamente el tema de Rennes-le-Château. En "Rennes-le-Château: le dossier, imposturas les, les phantasmes, les hipótesis" (1988) el suprimió algunos de los materiales más extravagantes que habían aparecido en los últimos 20 años, pero al mismo tiempo añadió algunos de los suyos. Por ejemplo, hizo referencia a un chasis de automóvil en la aldea de Rennes-le-Château que fue acribillado a balazos de ametralladora insinuando que se trataba de "silenciar a alguien que sabía demasiado", cuando en realidad pertenecía a un granjero local cuyo hijo lo utilizó para prácticas de tiro.

## Priorato de Sion
En un documental de televisión de 2005, el hijo de De Sede, Arnaud, afirmó categóricamente que su padre y Plantard había inventado la existencia del Priorato de Sion.  Remarcando Arnaud de Sede en el programa, "es un absoluto disparate".".